# 篠原孝子 (教育学者)
篠原 孝子（しのはら たかこ）は、日本の教育者、教育学者。聖徳大学大学院教職研究科教授。専門は幼児教育。

## 来歴
東京都公立幼稚園で31年間幼児教育に携わった後、文部科学省初等中等教育局幼児教育課教科調査官（国立教育政策研究所教育課程研究センター教育課程調査官併任）を経て、2010年より聖徳大学児童学部教授。現在、聖徳大学大学院教授。

## 著書

### 論説・学術論文
- 科研論文『生涯発達能力を育む幼小連携の在り方に関する国際比較研究』代表研究者/鐙屋真理子、2013年3月。
- 「学校教育としての意味」　単著　『幼稚園じほう(全国国公立幼稚園長会）』pp.12-18、2013年3月。
- 「幼児期に豊かな学びを -幼稚園教育要領実施一年目を振り返って-」　単著　『幼稚園じほう(全国国公立幼稚園長会）』pp.6-12　全58ページ、2010年4月。
- 「指導計画の作成 -ポイントと作成の実際-」　共著　『初等教育資料』　pp.42-47、2009年8月。
- 「幼稚園における魅力ある教育課程の編成と指導の実際」　単著　『初等教育資料』　pp.6-13、2009年5月。
- 「幼児期を幼児らしく豊かに生きる」　単著　『幼稚園じほう」(全国国公立幼稚園長会）』 pp.6-12　全58ページ、2009年4月。
- 「幼稚園教育要領の改訂」　単著　『初等教育資料』　pp.2-13、2008年5月。
- 「今こそ幼児教育の充実を」　単著　『幼稚園じほう(全国国公立幼稚園長会）』 pp.6-12、2008年4月。
- 「幼稚園における言葉の重視と体験の充実」　単著　平成19年 7月『初等教育資料』　pp.40-45、2007年7月。
- 文部科学省「道徳性の芽生えを培う活動の充実をめざして」　共著　『平成13．14年度大田区立羽田幼稚園・蒲田幼稚園共同研究　研究紀要』全14頁　『資料集』全32頁　リーフレット2部、2003年3月。

### 共著
- 『保育者のための言語表現の技術　子どもとひらく児童文化財をもちいた保育実践』古橋和夫/編著、薮中征代、篠原孝子ほか/著、萌文書林、2016年8月。ISBN 978-4-89347-194-9。
- 『3・4・5歳児の指導計画書き方サポート: CD-ROMつき (保カリBOOKS)』神長美津子、大竹節子、篠原孝子、佐藤暁子、川原佐公/監修･編著、ひかりのくに、2014年2月。ISBN 978-4564608421。
- 『こうすればうまくいく！幼稚園・保育所と小学校の連携ポイント　カリキュラムの工夫　子どもたちの交流活動　合同研究に役立つハンドブック！』篠原孝子、田村学/編著、ぎょうせい、2009年12月。ISBN 978-4-324-08819-7。
- 『新指針・新要領イラスト図解ガイド―保育課程の参考例も解説 (保カリBOOKS 2)』天野珠路、篠原孝子、柴崎正行、川原佐公、田中三千穂/監修、ひかりのくに、2009年2月。ISBN 978-4-564-60713-4。
- 『幼稚園教育要領解説―平成20年10月』文部科学省/著、フレーベル館、2008年10月。ISBN 978-4577812457。
- 『幼稚園・保育所・認定こども園から広げる子育て支援ネットワーク』蒲原基道、小田豊、神長美津子、篠原孝子/編著、東洋館出版社、2006年12月。ISBN 978-4-491-02217-8。

### 監修
- 『4歳児のクラス運営 (CD‐ROM版年齢別クラス運営)』柴崎正行、篠原孝子/監修、赤石元子、永井由利子、塩谷香、菅原京子/編著、ひかりのくに、2010年2月。ISBN 978-4-564-61547-4。